# Estação Ferroviária de Vila Viçosa
A Estação Ferroviária de Vila Viçosa, originalmente denominada de Villa Viçosa, foi uma interface do Ramal de Vila Viçosa, que servia a localidade de Vila Viçosa, no Distrito de Évora, em Portugal. Entrou ao serviço em 1905, e foi encerrada em 2 de Janeiro de 1990. Foi posteriormente convertida num espaço cultural, o Museu Agrícola e Etnográfico de Vila Viçosa, inaugurado em 11 de Janeiro de 2015.

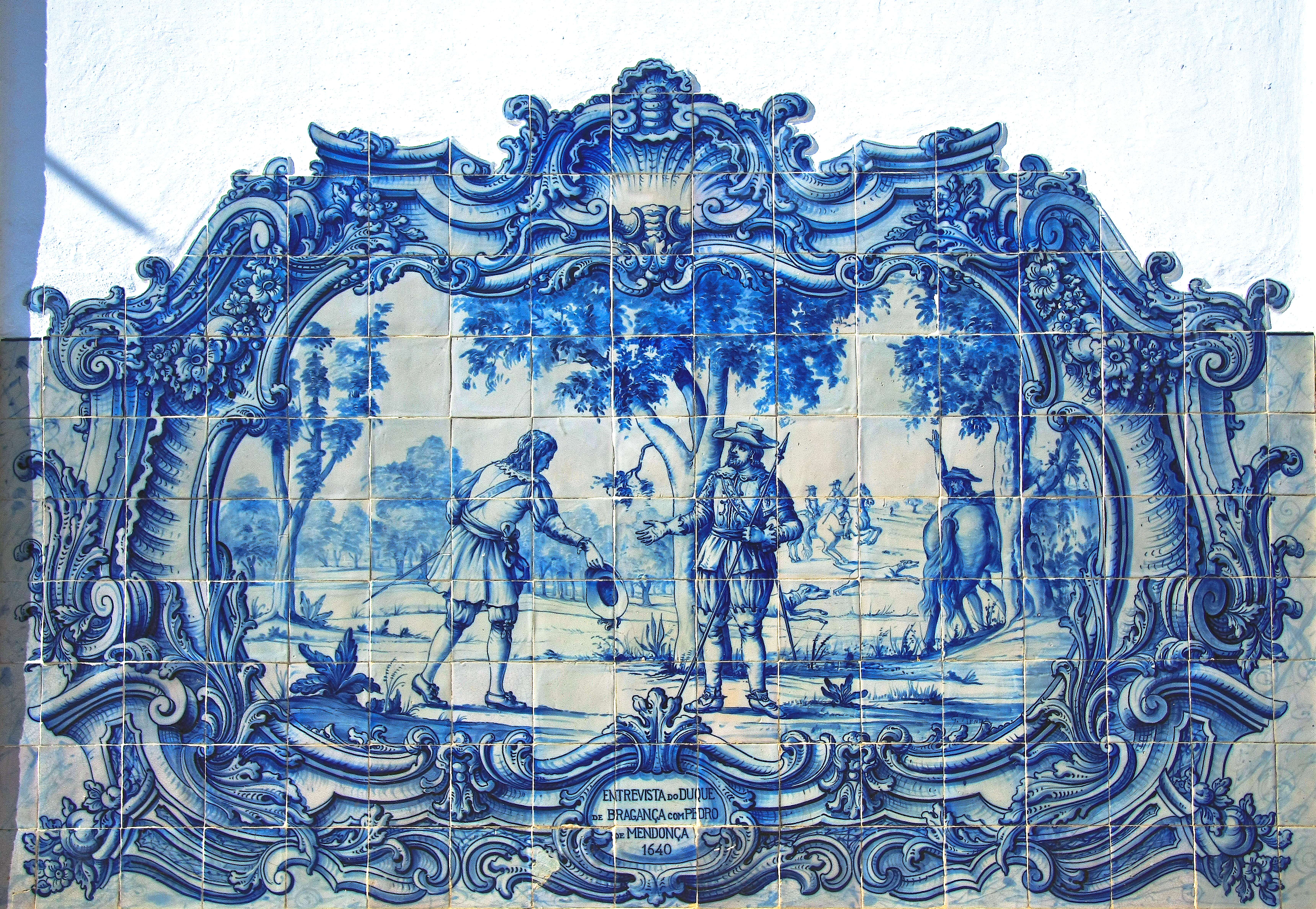
Painel de azulejos na estação de Vila Viçosa

## Descrição
A estação contava com vários painéis de azulejos, oriundos da Fábrica Sant'Anna. Foram criados por Gilberto Renda em 1940, e retratam temas tradicionais da região do Alentejo e cenas da Restauração da Independência.

## História

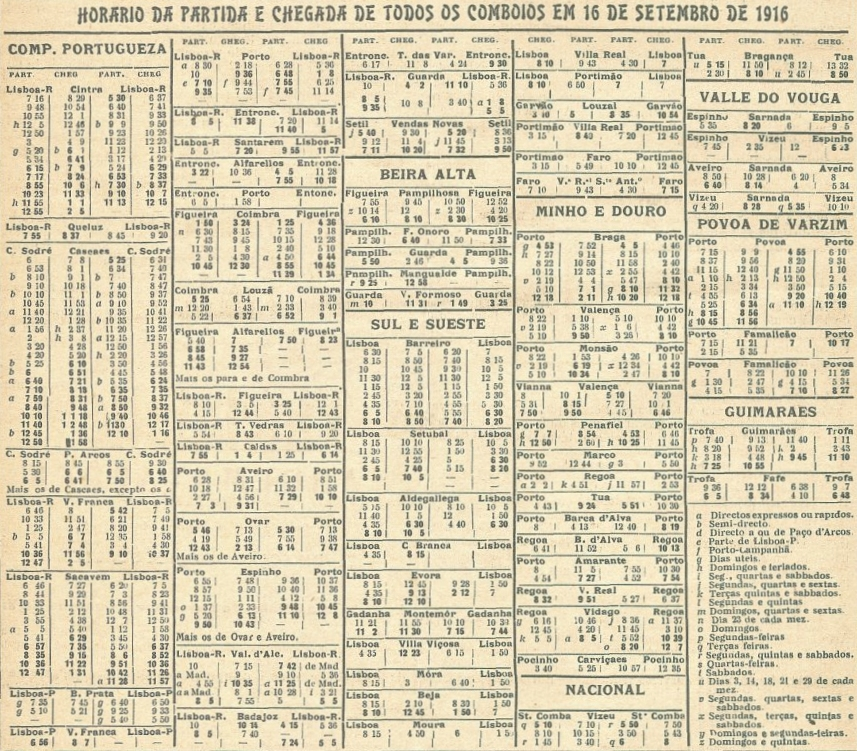
Nestes horários de 1916, a estação aparece com o nome original, Villa Viçosa

### Antecedentes, planeamento e inauguração
Durante o planeamento da Linha do Leste, nos primeiros anos dos caminhos de ferro em Portugal, o engenheiro Thomaz Rumball sugeriu um traçado que atravessaria o Rio Tejo no Carregado e seguiria pelo vale do Rio Sorraia, passando por Estremoz, Borba, Vila Viçosa e Elvas. No entanto, esta proposta não foi aproveitada devido à oposição das autoridades militares, que a consideraram uma ameaça à defesa nacional, tendo em vez disso sido aprovado um outro traçado que criava um caminho menos directo entre Lisboa e a fronteira. Após a inauguração da Linha do Leste, foi novamente proposta a construção de um lanço de Estremoz a Elvas, pelo capitão de engenharia Manuel Raymundo Valadas, num artigo na Revista das Obras Públicas e Minas. Um dos principais motivos apontados para a instalação da linha era a sua passagem pelo fértil concelho de Vila Viçosa, que, em conjunto com o de Borba, formava uma das principais regiões vinícolas no Alentejo.
Em 1900, o empresário John Clark foi autorizado pelo Ministério das Obras Públicas a apresentar o projecto para um caminho de ferro de tracção eléctrica entre Estremoz, Borba e Vila Viçosa. No Plano da Rede ao Sul do Tejo, decretado em Novembro de 1902, que listava todas as linhas férreas que deveriam ser construídas, foi incluído o prolongamento da Linha de Évora até Elvas, na Linha do Leste, passando por Estremoz, Borba e Vila Viçosa. Esta última deveria ser instalada a Sul daquela localidade, e devia dispor desde logo de todas as infra-estruturas necessárias a uma estação terminal, uma vez que se previa que seria o final provisório da linha até à sua continuação para Elvas. Em 16 de Fevereiro de 1903, a Gazeta dos Caminhos de Ferro informou que estava prevista para breve a construção do Ramal de Vila Viçosa.
O Ramal de Vila Viçosa entrou ao serviço em 1 de Agosto de 1905, tendo a estação sido construída junto ao Campo do Carrascal. Logo desde a sua abertura, esta estação foi inserida numa zona especial de tarifas de transportes de cortiça, com destino ao Barreiro.
A família real fez várias viagens até Vila Viçosa, utilizando um comboio especial rebocado pela locomotiva D. Luiz.
Em 1913, da estação de Vila Viçosa partia uma carreira de diligência até ao Alandroal.

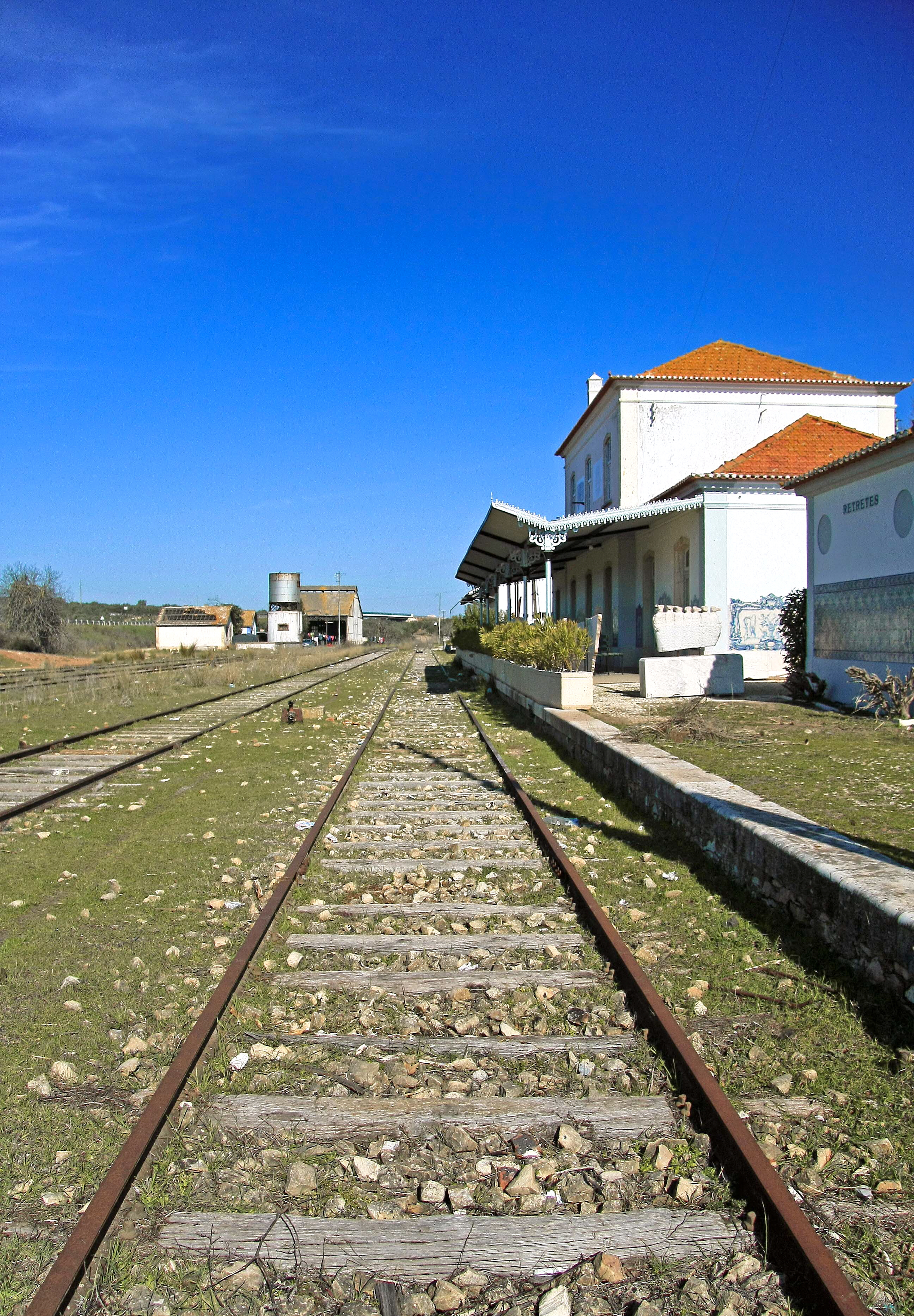
Antigas vias na estação de Vila Viçosa, em 2011

### Continuação planeada até Elvas
Em Dezembro de 1926, durante o processo para a contratação do arrendamento das linhas férreas do estado, a autarquia de Vila Viçosa propôs ao governo que uma das obrigações que deveriam ser incumbidos aos concessionários era a continuação da linha até de Vila Viçosa até Elvas. Caso tivesse sido construída, a linha teria sido de grande utilidade nas comunicações entre as duas regiões do Alentejo, numa área que então sofria de problemas em termos de transportes rodoviários. No ano seguinte, procedeu-se à realização dos estudos para a revisão dos planos ferroviários, tendo sido retomada a ideia de continuar a linha de Vila Viçosa até Elvas, mas esta proposta voltou a ser criticada pelas autoridades militares por motivos de defesa nacional, não tendo sido incluído no plano definitivo, publicado pelo Decreto 18:190, de 28 de Março de 1930.
Em 1948, a Companhia dos Caminhos de Ferro Portugueses colocou ao serviço várias automotoras de origem sueca entre Casa Branca e Vila Viçosa, que tiveram bons resultados. Na Década de 1950, a Companhia dos Caminhos de Ferro Portugueses organizou os Expressos Populares, uma série de comboios para fazer excursões a diversas partes do país, incluindo Vila Viçosa.

### Encerramento e conversão num museu
Em 2 de Janeiro de 1990, foram encerrados os serviços de passageiros no Ramal de Vila Viçosa, como parte de um programa de reestruturação da empresa Caminhos de Ferro Portugueses.
Em 11 de Janeiro de 2015 foi inaugurado o Museu Agrícola e Etnográfico de Vila Viçosa nas antigas instalações da estação ferroviária, que tinha como finalidade exibir vários instrumentos agrícolas e informar o público sobre diversas facetas do ambiente rural. A Câmara Municipal procurou valorizar o espaço como uma porta de entrada para os visitantes da vila, tendo neste sentido realizado trabalhos de conservação dos azulejos na estação, através de uma parceria com a operadora Infraestruturas de Portugal, que foram concluídos em 2024.